# Daïra de Hamma Bouziane
Pour les articles homonymes, voir Bouziane.
La daïra de Hamma Bouziane est une circonscription administrative algérienne située dans la wilaya de Constantine et la région du Constantinois. Son chef-lieu est Hamma Bouziane.

## Communes
La daïra comprend 2 communes : Hamma Bouziane, Didouche Mourad.